# Ricardo Saenz Hayes
Ricardo Saenz Hayes (1888 — 1970) foi um escritor argentino. 